# Andre Turner
Andre Devalle Turner (Memphis, 13 dicembre 1964) è un ex cestista statunitense, professionista nella NBA e in Spagna.

## Carriera
È stato selezionato dai Los Angeles Lakers al terzo giro del Draft NBA 1986 (69ª scelta assoluta).

## Palmarès

### Squadra
- Campione USBL (1986)
- Campione CBA (1990)
- Copa del Rey: 1

Joventut Badalona: 1997

### Individuale
- All-USBL First Team (1988)
- USBL All-Defensive Team (1988)
- Migliore nelle palle rubate USBL (1988)
- CBA Playoff MVP (1990)
- All-WBL Team (1989)
- Migliore nelle palle rubate WBL (1990)
- MVP Coppa del Re: 1

Joventut Badalona: 1997